# John Mill
Pour les articles homonymes, voir Mill.
John Mill (1645 - 23 juin 1707) est un théologien britannique. Mill est connu pour son édition critique du Nouveau Testament grec qui inclut des notes sur de nombreuses variantes de lectures.

## Biographie
John Mill naît en 1645 à Shap, dans le comté de Westmoreland en Angleterre. Il étudie au Queen's College d'Oxford, où il est élu fellow en 1670.
Nommé ministre du culte, il se distingue par ses sermons. Il est nommé recteur du Queen's College en 1681, puis chapelain du roi Charles II. En 1685, il est directeur de Saint Edmund Hall à Oxford. En 1704, il est nommé prébendaire de Canterbury. Pendant 30 ans, il étudie le Nouveau Testament dans le but de publier une étude critique.
Il meurt le 23 juin 1707, la nuit qui suit la publication de son étude critique.

## Œuvres

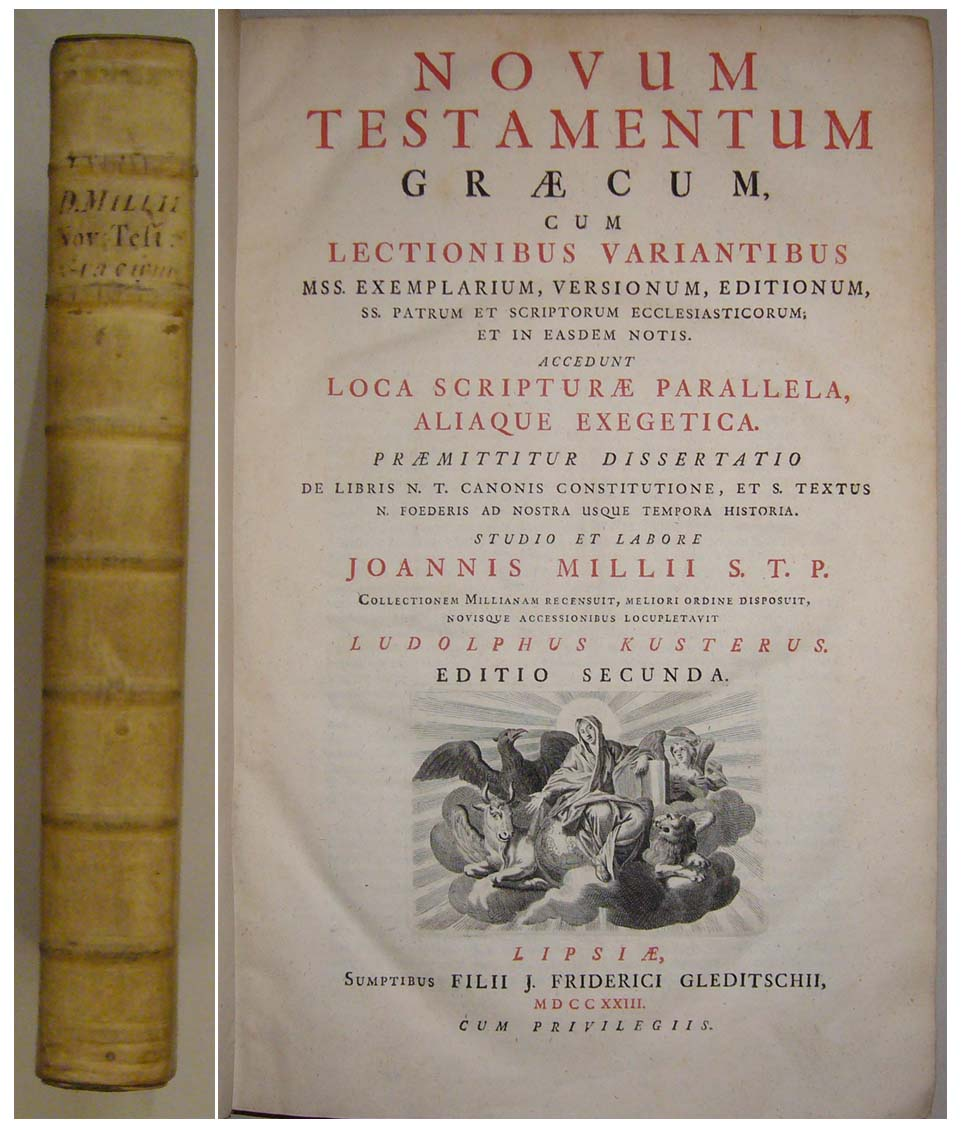
Page couverture d'une édition du Novum testamentum græcum...

Son Novum testamentum græcum, cum lectionibus variantibus MSS. exemplarium, versionum, editionum SS. patrum et scriptorum ecclesiasticorum, et in easdem nolis (Oxford, fol. 1707) est entrepris avec la bénédiction de John Fell, qui a déjà publié des critiques du Nouveau Testament. Mill prend 30 ans pour compléter son étude critique. Sa somme de travail constitue un progrès notable sur les études antérieures. Même s'il utilise un texte de Robert Estienne (1550), ses notes sont le résultat d'autres lectures et de nombreuses observations du texte biblique (y compris des versions orientales publiées en latin).